# Albano Laziale (stacja kolejowa)
Albano Laziale (wł. Stazione di Albano Laziale) – stacja kolejowa w Albano Laziale, w regionie Lacjum, we Włoszech. Znajdują się tu 2 perony. Według klasyfikacji RFI ma kategorię srebrną.